# Ciucurova
Ciucurova est une commune du județ de Tulcea en Roumanie.